# Achmad Nawir
Achmad Nawir, né en 1911 et mort en avril 1995, était un footballeur indonésien des années 1930.

## Biographie
Milieu international pour les Indes orientales néerlandaises, Achmad Nawir joue pour le HBS Soerabaja, terminant vice-champion des Indes orientales néerlandaises en 1938. 
Il est ensuite sélectionné dans l'équipe réserve pour les Jeux de l'Extrême-Orient 1934 mais il ne dispute aucun match. 
Puis il dispute le championnat philippin 1935, jouant cinq des six matchs, inscrivant un but contre University of Santo Tomás . Il termine vice-champion des Philippines.
Pour la Coupe du monde 1938, le milieu de terrain et capitaine Achmad Nawir est le plus connu : docteur dans le civil, il est ensuite nommé capitaine de la sélection pour le mondial en France, où il ne peut empêcher la défaite contre la Hongrie (0-6). Il était reconnaissable par le fait qu'il portait des lunettes pendant les matchs.